# Бирлик (Астраханский район)
Бирли́к (каз. Бірлік, ранее — Толкунко́ль) — село в Астраханском районе Акмолинской области Казахстана. Входит в состав Колутонского сельского округа. Код КАТО — 113656200.

## География
Село расположено возле озера Толкынколь, в центральной части района, на расстоянии примерно 25 километров (по прямой) к северо-западу от административного центра района — села Астраханка, в 12 километрах к юго-востоку от административного центра сельского округа — станции Колутон.
Абсолютная высота — 280 метров над уровнем моря.
Ближайшие населённые пункты: село Таволжанка — на востоке, станция Колутон — на северо-западе.
Близ села проходит проселочная дорога «Астраханка — Колутон», южнее — протекает река Ишим.

## Население
В 1989 году население села составляло 296 человек (из них казахи — основное население).
В 1999 году население села составляло 232 человека (109 мужчин и 123 женщины). По данным переписи 2009 года, в селе проживал 101 человек (45 мужчин и 56 женщин).
| Численность населения | Численность населения | Численность населения |
| 1989                  | 1999                  | 2009                  |
| --------------------- | --------------------- | --------------------- |
| 296                   | ↘232                  | ↘101                  |

## Улицы
- ул. Абылай хана[5]